# Sträuchen
Sträuchen oder auch Strüchen ist ein ehemaliger Wohnplatz und untergegangenes Ackergut auf dem Gebiet des heutigen Stadtteils Stadtmitte der Stadt Bergisch Gladbach  im Rheinisch-Bergischen Kreis.

## Lage und Beschreibung
Sträuchen (ma. an de Strüch) wurde 1595 als in den Strüchen erwähnt. Es war ein Ackergut am Quirlsberg an der heutigen Straße An der Jüch.

## Geschichte
Aus Carl Friedrich von Wiebekings Charte des Herzogthums Berg 1789 geht hervor, dass Sträuchen zu dieser Zeit Teil der Honschaft Gladbach im gleichnamigen Kirchspiel war.
Unter der französischen Verwaltung zwischen 1806 und 1813 wurde das Amt Porz aufgelöst und Sträuchen wurde politisch der Mairie Gladbach im Kanton Bensberg zugeordnet. 1816 wandelten die Preußen die Mairie zur Bürgermeisterei Gladbach im Kreis Mülheim am Rhein. Mit der Rheinischen Städteordnung wurde Gladbach 1856 Stadt, die dann 1863 den Zusatz Bergisch bekam.
Der Ort ist auf der Topographischen Aufnahme der Rheinlande von 1824 als Struch und auf der Preußischen Uraufnahme von 1840 als Auf den Sträuchern verzeichnet. Ab der Preußischen Neuaufnahme von 1892 ist er auf Messtischblättern nicht mehr verzeichnet. Nachher wurde das Gebiet durch den Bau der Straße An der Jüch in den 1910er Jahren erschlossen.
Aufgrund des Köln-Gesetzes wurde die Stadt Bensberg mit Wirkung zum 1. Januar 1975 mit Bergisch Gladbach zur Stadt Bergisch Gladbach zusammengeschlossen. Dabei wurde auch Sträuchen Teil von Bergisch Gladbach.
| Jahr | Einwohner | Wohn- gebäude | Kategorie    |
| ---- | --------- | ------------- | ------------ |
| 1830 | 9         |               | Hofstelle    |
| 1845 | 6         | 1             | Ackergütchen |
| 1885 | 3         | 1             | Wohnplatz    |

In den späteren Gemeindelexika ist der Ort nicht mehr erwähnt.